# Puerto Quito
Puerto Quito es una ciudad ecuatoriana; cabecera cantonal del Cantón Puerto Quito, de la Provincia de Pichincha, así como la urbe más pequeña y menos poblada de la misma. Se localiza a orillas del río Caoní, al noroccidente de la provincia, en los flancos externos de la cordillera occidental de los Andes, a una altitud de 135 m s. n. m. y con un clima lluvioso tropical de 25 °C en promedio.
En el censo de 2010 tenía una población de 3.080 habitantes. Sus orígenes datan de mediados del siglo XX, debido a su ubicación geográfica, que enlaza a Quito, con la Provincia de Esmeraldas. Las actividades principales de la ciudad son el comercio, la ganadería, el turismo y la agricultura.

## Toponimia
El nombre de "Puerto Quito" se deriva de la asignación dada por el científico riobambeño Pedro Vicente Maldonado en una de sus incursiones en el año 1740 a esta zona, bautizada como "Puerto de Quito". Buscaba, así, establecer un camino corto entre la ciudad de Quito y el Océano Pacífico.

## Historia

### Orígenes
Esta región fue conocida a principios de la época colonial como "Provincia de Yumbos", y era habitada por los niguas, los yumbos y los tsáchilas; sus territorios, inexplorados casi en su totalidad, estuvieron jurídicamente a cargo de la Gobernación de Caráquez, pero tras la disolución de esta entidad sus territorios estuvieron relacionados directamente con la administración política del Corregimiento de Quito y la administración geográfica de la Gobernación de Atacames, también denominada como Gobernación de las Esmeraldas. Para el siglo XVIII la zona entró en una etapa de reducción y repliegue de los habitantes nativos. Durante parte del siglo XIX, esta zona estuvo completamente deshabitada.

### SigloXX
En 1965 llegaron los primeros colonizadores entre los que constan Alfredo Suárez, María Piedad Acevedo Guillermo Bravo, Aviatar Celi, Sixto Mantilla, Fabiola Erazo, Humberto Ayala, Cesáreo Ruano, Pedro Delgado, Marìa Guanga, Neptalí Quintero (quien donó el área para el pueblo). La única forma de llegar era por vía fluvial, a través de canoas desde el Cantón Quinindé. El caserío fue fundado oficialmente el 12 de octubre de 1973 por los colonos que habitaban el lugar. Fue parroquializada oficialmente el 23 de marzo de 1989 y cantonizado el 1 de abril de 1996

## Geografía

### Relieve y geología
Situado en los flancos externos de la cordillera occidental de los Andes, a una altitud de 135 m s. n. m., en la zona noroccidental del Ecuador, es una de la zonas con mayor pluviosidad del país. Tiene una gran riqueza hidrológica, ubicándose al final de la hoya del río Guayllabamba. El río Caoní pasa por el sur de la ciudad.

### Clima
Es una zona climática lluviosa tropical, su temperatura habitual es de unos 18 a 33 °C en verano. En invierno normalmente hace más calor de 23 a 34 grados y a veces llega a los 38 °C. Su temperatura media es de 25,5 °C.

## Política
Territorialmente, la ciudad de Puerto Quito está organizada en una sola parroquia urbana. El término "parroquia" es usado en el Ecuador para referirse a territorios dentro de la división administrativa municipal.
La ciudad y el cantón Puerto Quito, al igual que las demás localidades ecuatorianas, se rige por una municipalidad según lo previsto en la Constitución de la República. El Gobierno Autónomo Descentralizado Municipal de Puerto Quito, es una entidad de gobierno seccional que administra el cantón de forma autónoma al gobierno central. La municipalidad está organizada por la separación de poderes de carácter ejecutivo representado por el alcalde, y otro de carácter legislativo conformado por los miembros del concejo cantonal.
La Municipalidad de Puerto Quito, se rige principalmente sobre la base de lo estipulado en los artículos 253 y 264 de la Constitución Política de la República y en la Ley de Régimen Municipal en sus artículos 1 y 16, que establece la autonomía funcional, económica y administrativa de la Entidad.

### Alcaldía
El poder ejecutivo de la ciudad es desempeñado por un ciudadano con título de Alcalde del Cantón Puerto Quito, el cual es elegido por sufragio directo en una sola vuelta electoral sin fórmulas o binomios en las elecciones municipales. El vicealcalde no es elegido de la misma manera, ya que una vez instalado el Concejo Cantonal se elegirá entre los ediles un encargado para aquel cargo. El alcalde y el vicealcalde duran cuatro años en sus funciones, y en el caso del alcalde, tiene la opción de reelección inmediata o sucesiva. El alcalde es el máximo representante de la municipalidad y tiene voto dirimente en el concejo cantonal, mientras que el vicealcalde realiza las funciones del alcalde de modo suplente mientras no pueda ejercer sus funciones el alcalde titular.
El alcalde cuenta con su propio gabinete de administración municipal mediante múltiples direcciones de nivel de asesoría, de apoyo y operativo. Los encargados de aquellas direcciones municipales son designados por el propio alcalde: Alcaldesa de Puerto Quito es Narciza Párraga, elegida para el periodo 2014 - 2019; actualmente el Alcalde del Cantón Puerto Quito es el Dr. Tito Manuel Jumbo Aguirre por el periodo de 2019-2023.

### Concejo cantonal
El poder legislativo de la ciudad es ejercido por el Concejo Cantonal de Puerto Quito el cual es un pequeño parlamento unicameral que se constituye al igual que en los demás cantones mediante la disposición del artículo 253 de la Constitución Política Nacional. De acuerdo a lo establecido en la ley, la cantidad de miembros del concejo representa proporcionalmente a la población del cantón.
Puerto Quito posee 5 concejales, los cuales son elegidos mediante sufragio (Sistema D'Hondt) y duran en sus funciones cuatro años pudiendo ser reelegidos indefinidamente. El alcalde y el vicealcalde presiden el concejo en sus sesiones. Al recién instalarse el concejo cantonal por primera vez los miembros eligen de entre ellos un designado para el cargo de vicealcalde de la ciudad.

## Turismo
El turismo en una de las industrias más vitales de Puerto Quito y, en los últimos años, está en constante cambio. La ciudad se encuentra con una creciente reputación como destino turístico por su ubicación en plena selva del Chocó biogeográfico. A través de los años, Puerto Quito ha incrementado su oferta turística; actualmente, el índice turístico creció gracias a la campaña turística emprendida por el gobierno nacional, "All you need is Ecuador". El turismo de la ciudad se enfoca en su belleza natural y deportes de aventura. En cuanto al turismo ecológico, la urbe cuenta con la mayoría de los bosques y atractivos cercanos, que están bajo su jurisdicción.
El turismo de la ciudad se relaciona íntimamente con el resto del cantón; el principal atractivo del cantón es la naturaleza, dotada de una alta biodiversidad. En la zona se puede visitar las diferentes cascadas, hay variedades de artesanías hechas en balsa y de tagua hechas en otros lugares y revendidas en esta localidad. Actualmente en un proceso fundamentalmente económico, apuesta al turismo, reflejándose en los cambios en el ornato de la ciudad. Los destinos turísticos más destacados son:
- Cascada Azul: Se encuentra en el recinto "Grupo Mieles", está formada por el río Culebra y tiene una caída de 15 m. El agua, al caer, forma una poza de color esmeralda.
- Cascada Macallares: Está ubicada cerca del recinto "Tierra Santa", se forma del río del mismo nombre y posee una caída de 4 m. y otra de 1 m.
- Cascada del Silencio: Se encuentra en el recinto "Santa Fe", en la parte posterior tiene cuevas en las que habitan golondrinas nocturnas.
- Balneario "La Playita": Ubicado en el Barrio "13 de julio", se pueden practicar diversos deportes acuáticos; también cuenta con una isla con flora y fauna del lugar.[5]
- Río Blanco: Es uno de los principales atractivos del lugar, aunque en algunas zonas es muy caudaloso; su principal atractivo es la "Piedra de vapor", una roca que, al chocar el agua contra ella, genera vapor.

## Economía
Alberga algunos organismos financieros y comerciales del país. Su economía se basa en el comercio, el turismo y la agricultura. Las mayores industrias extracción de la ciudad están conformadas por la maderera y agrícola (piscicultura, avicultura, etc.) Los principales ingresos de los puertoquiteños son: el comercio formal e informal, los negocios, la agricultura y la acuicultura; el comercio de la gran mayoría de la población consta de pymes y microempresas, sumándose de forma importante la economía informal que da ocupación a cientos de personas.

## Medios de comunicación
La ciudad posee una red de comunicación en continuo desarrollo y modernización. En la ciudad se dispone de varios medios de comunicación como prensa escrita, radio, televisión, telefonía, Internet y mensajería postal. 
- Telefonía: Si bien la telefonía fija se mantiene aún con un crecimiento periódico, esta ha sido desplazada muy notablemente por la telefonía celular, tanto por la enorme cobertura que ofrece y la fácil accesibilidad. Existen 3 operadoras de telefonía fija, CNT (pública), TVCABLE y Claro (privadas) y cuatro operadoras de telefonía celular, Movistar, Claro y Tuenti (privadas) y CNT (pública).

- Radiofusión: Dentro de esta lista se menciona una gran cantidad de sistemas radiales de transmisión nacional y local e incluso de provincias vecinas.

- Medios televisivos: El apagón analógico se estableció para el 30 de junio de 2018.

## Deporte
La Liga Deportiva Cantonal de Puerto Quito es el organismo rector del deporte en todo el Cantón Puerto Quito y por ende en la urbe se ejerce su autoridad de control. El deporte más popular en la ciudad, al igual que en todo el país, es el fútbol, siendo el deporte con mayor convocatoria. El Club Deportivo Puerto Quito es el ícono deportivo de la ciudad. Actualmente juega en la serie B del campeonato nacional.
Asimismo, una disciplina deportiva que es popular es el boxeo: este deporte ha dado logro a nivel nacional e internacional; es así que existen múltiples campeones nacionales.
El primer campeón nacional fue José "Pepito" Arroyo. Carlos Mina, múltiple campeón nacional, se ubicó en 5.º lugar en los Juegos Olímpicos de Río 2016.

### Escenarios deportivos
El principal recinto deportivo para la práctica del fútbol es el Estadio de la Liga Deportiva Cantonal de Puerto Quito. Es usado mayoritariamente para la práctica del fútbol. Tiene capacidad para 1000 espectadores. Desempeña un importante papel en el fútbol local, ya que el Club Deportivo Puerto Quito hacen de local en este escenario deportivo. Este estadio es sede de distintos eventos deportivos a nivel local, así como es escenario para varios eventos de tipo cultural, especialmente conciertos musicales.